# Circondario dello Harz
Il circondario dello Harz è un circondario della Sassonia-Anhalt, in Germania. Capoluogo e centro maggiore è Halberstadt.

## Storia
È stato creato il 1º luglio 2007 dall'unione dei circondari di Halberstadt, Quedlinburg, Wernigerode e con l'incorporazione della città di Falkenstein/Harz, facente parte precedentemente del circondario di Aschersleben-Staßfurt.

## Geografia antropica

### Suddivisioni amministrative
(Abitanti il 31 dicembre 2022)
| Comuni indipendenti (Einheitsgemeinde) 1. Ballenstedt, Città (8 794) 2. Blankenburg (Harz), Città (19 161) 3. Falkenstein/Harz, Città (5 120) 4. Halberstadt, Città (40 457) 5. Harzgerode, Città (7 698) 6. Huy (7 030) 7. Ilsenburg (Harz), Città (9 477) 8. Nordharz (7 784) 9. Oberharz am Brocken, Città (9 754) 10. Osterwieck, Città (10 898) 11. Quedlinburg, Città (23 313) 12. Thale, Città (16 868) 13. Wernigerode, Città (32 024) | Verbandsgemeinde Vorharz * Sede della comunità amministrativa 1. Ditfurt (1 463) 2. Groß Quenstedt (869) 3. Harsleben (2 169) 4. Hedersleben (1 317) 5. Schwanebeck, Città (2 402) 6. Selke-Aue (1 337) 7. Wegeleben, Città * (2 446) |